# Joseph Audibert
Pour les articles homonymes, voir Audibert.
Joseph Audibert, né le 26 août 1854 à Marseille et décédé dans cette même ville le 27 septembre 1921, est le créateur et le promoteur en France du vin fait avec des raisins secs, industrie qui vit le jour après le phylloxéra. Il était établi à Marseille au 8, boulevard Chave où il tenait un négoce de raisins secs de toutes provenances. 

## Publications
- L'Art de faire le vin avec les raisins secs. Huitième édition revue, corrigée et augmentée... Marseille, Doucet, 1882.

L'ouvrage qui parut d'abord en 1880 connut un gros succès. Cinq éditions de 500 exemplaires chacune ont été épuisées en six mois et son procédé fut utilisé dans les deux Amériques, à La Réunion, en Chine, en Océanie et en Afrique centrale. Trois pères des Missions de Lyon, partis de Marseille en 1880 ont exporté cette fabrication en Amazonie.